# Yulia Timoshenko
Yulia Volodímirivna Timoshenko (en ucraniano: Ю́лія Володи́мирівна Тимоше́нко; Dnipropetrovsk, 27 de noviembre de 1960) es una política ucraniana. Fue primera ministra en dos ocasiones: del 24 de enero al 8 de septiembre de 2005 y nuevamente desde el 18 de diciembre de 2007 hasta el 4 de marzo de 2010.
Es la líder del partido Batkivshchyna (Батьківщина, Patria) y del Bloque Yulia Timoshenko. Anteriormente, era una exitosa mujer de negocios en la industria del gas, por lo que pronto se convirtió en una de las personas más ricas de Ucrania.
Antes de llegar a ser primera ministra, fue considerada la aliada más significativa del líder de la oposición, Víktor Yúshchenko, y fue extremadamente visible durante las elecciones ucranianas de 2004. Fue una de las cabezas más importantes de la Revolución Naranja, la cual trajo al poder a Yúshchenko. Durante ese periodo, los medios de comunicación la apodaban la "Juana de Arco de la Revolución Naranja".
El 3 de marzo de 2010, fue destituida de su cargo de primera ministra por la Rada Suprema, en una moción de censura a su gobierno. A partir de mayo de 2010, se iniciaron varios procedimientos legales en su contra. El 5 de agosto de 2011, fue arrestada por haber "violado en repetidas ocasiones su interdicción de salir de Kiev y obstruido la investigación que se llevaba a cabo en su contra" debido a abuso de autoridad. Según la Corte, ello llevó a la firma de contratos de gas, desventajosos para Ucrania, con Rusia en enero de 2009. El 11 de octubre de 2011, fue condenada a 7 años de cárcel después de haber sido declarada culpable de los cargos anteriormente expuestos.

## Orígenes
Sus orígenes han estado sujetos a varios debates. Su padre, Vladímir Abrámovich Griguián, nació el 3 de diciembre de 1937. En el pasaporte soviético estaba escrito que era de nacionalidad letona, pero claramente tenía raíces armenias. Su madre, Ludmila Nikoláievna Nelépova (que luego llevará el apellido del segundo marido, Teléguina), nació el 11 de agosto de 1937 en Dnipropetrovsk. Vladímir abandonó la familia cuando su hija tenía tres años. 
Antes de graduarse en 1977, adoptó la versión femenina del apellido de su padrastro: "Teléguina". Se casó con Oleksandr Timoshenko, hijo de burócratas comunistas soviéticos, en 1979, y empezó a ascender a numerosos puestos del sistema gubernamental soviético. Se graduó en la Universidad Estatal de Dnipropetrovsk en 1984 con un título en economía, y tiempo después, en noviembre de 1999, defendió el título de doctora con una tesis titulada La regulación del sistema fiscal por parte del Estado. Desde entonces ha escrito más de 50 artículos académicos.
En 1989, fundó una cadena de alquiler de películas, que resultó tener éxito. Animada por ello y aprovechando el fondo vacío normativo y el desorden general postsoviético, funda junto a su esposo y su suegro la Corporación de Gasolinas Ucranianas, que con el tiempo adquirió el monopolio de la venta de combustible a las granjas colectivas que el Estado tenía en su óblast. Esta y otras operaciones posteriores le permitieron amasar una fortuna considerable entre 1990 y 1998. De 1995 a 1997, Timoshenko fue presidenta de Sistemas Unidos de Energía de Ucrania (YESU), una compañía privada que importa gas natural ruso desde 1996. Esta operación convirtió a los Timoshenko en multimillonarios y a Yulia se le ofreció el estatus de oligarca y el apelativo en la prensa internacional de la ‘princesa del gas’.
Como Timoshenko se crio en una zona de mayoría rusófona, su lengua nativa era el ruso, pero cuando entró en 1996 a la política, decidió dejar de pensar en ruso y hablarlo lo más mínimo. Ahora, el idioma ucraniano, que como ella reconoce, empezó a hablar a los 36 años de edad (en 1996), es su lengua diaria; aunque aún emplea el ruso cuando habla con su madre, quien escasamente habla ucraniano.

## Carrera política

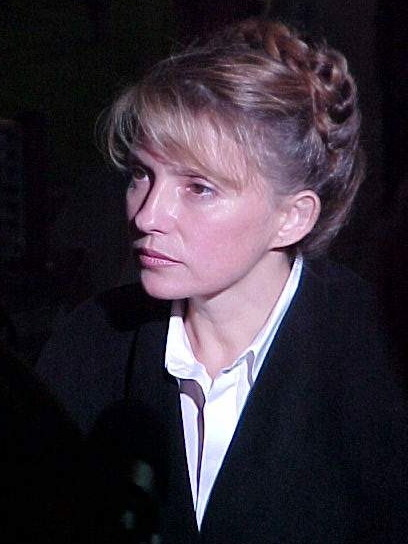
Yulia Timoshenko en 2002

Timoshenko entró en el mundo político en 1996 cuando fue elegida representante del óblast de Kirovohrad, ganando con el 92,3 % de los votos en su distrito. Fue reelegida en 1998 y de nuevo en 2002. En 1998, fue nombrada presidenta del Comité Presupuestario del parlamento ucraniano. De 1999 a 2001, Timoshenko fue nombrada vice primera ministra a cargo de combustibles en el sector de energía del país, bajo el gobierno de Víktor Yúshchenko.
Fue cesada por el presidente Leonid Kuchma en enero de 2001 bajo los cargos de falsificación de documentos y contrabando de gas natural ruso durante su tiempo como presidenta de Sistemas Unidos de Energía de Ucrania entre 1995 y 1997. Fue arrestada en febrero de 2001 pero puesta en libertad y los cargos fueron sobreseídos semanas después. Cuando el líder del partido de Hromada, del que formaba parte Timoshenko, Pavlo Lazarenko, huyó a los Estados Unidos en febrero de 1999 para evitar las investigaciones por malversación de fondos, varios miembros de la facción dejaron Hromada para unirse a otros grupos parlamentarios, entre ellos Timoshenko.
Los críticos de Timoshenko han sugerido que, en tanto que oligarca, su propia fortuna fue adquirida de manera indebida. Especulan con que su familiaridad con los negocios ilícitos comunes en Ucrania la descalifica para combatir la corrupción. Su antiguo socio de negocios, el ex primer ministro de Ucrania Pavlo Lazarenko, está en trámites de extradición a Ucrania tras haber sido acusado de abusar de su posición en el gobierno para enriquecimiento personal. Además, el esposo de Timoshenko, Oleksandr, está oculto fuera de Ucrania después de haber sido acusado de corrupción, supuestamente de manera irregular, por la administración de Leonid Kuchma. Se cree que sus abogados están preparando una acción legal para combatir estos cargos.
Su transición de oligarca a reformista es considerada como genuina y efectiva. Bajo su liderazgo, el presupuesto industrial se elevó en más de un mil por ciento. También eliminó la práctica de trueques en el mercado de la electricidad, requiriendo que los consumidores pagaran por su electricidad en efectivo. Sus reformas se tradujeron en una mayor recaudación del Estado y, así, en la disponibilidad de más fondos financieros para poder pagar a los funcionarios y aumentar sus salarios.[cita requerida] El 26 de septiembre de 2005, la Oficina del Fiscal Militar Principal de la Federación Rusa retuvo los pasaportes de Yulia Timoshenko y canceló la decisión sobre una medida preventiva en forma de detención en un caso iniciado en 2001 por cargos de soborno de funcionarios del Ministerio de Defensa ruso en 1996, cuando Timoshenko encabezaba la UESU. Sufrió una fuerte baja en las encuestas cuando su exsocio de negocios, el ex primer ministro ucraniano Pavlo Lazarenko, fue condenado por cargos de lavado de dinero, corrupción y fraude, cuya magnitud ascendía a miles de millones de dólares.

### Líder de la oposición

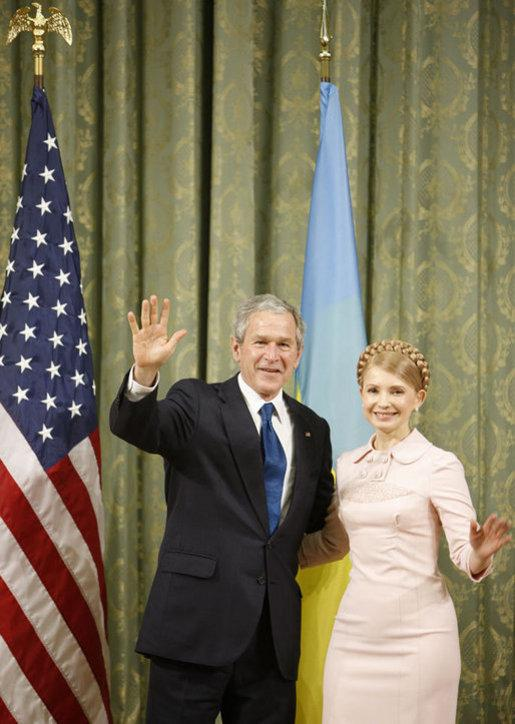
El presidente estadounidense George Bush junto a Timoshenko.

En febrero de 2001, fue arrestada en Rusia, pero liberada poco después. Los rumores afirman que fue retenida por el gobierno ruso acusada de delitos financieros. Tras su liberación, Timoshenko se convirtió en una de las líderes de Ucrania, atacando al entonces presidente Leonid Kuchma, al que acusaba de estar detrás de la muerte de Gueorgui Gongadze, un periodista de la oposición que había sido secuestrado y asesinado en 2000.[cita requerida] Fundó el Bloque Yulia Timoshenko (Блок Юлії Тимошенко), un partido político que recibió el 7,2 % de los votos en las elecciones parlamentarias ucranianas de 2002.

### Revolución Naranja y primera ministra

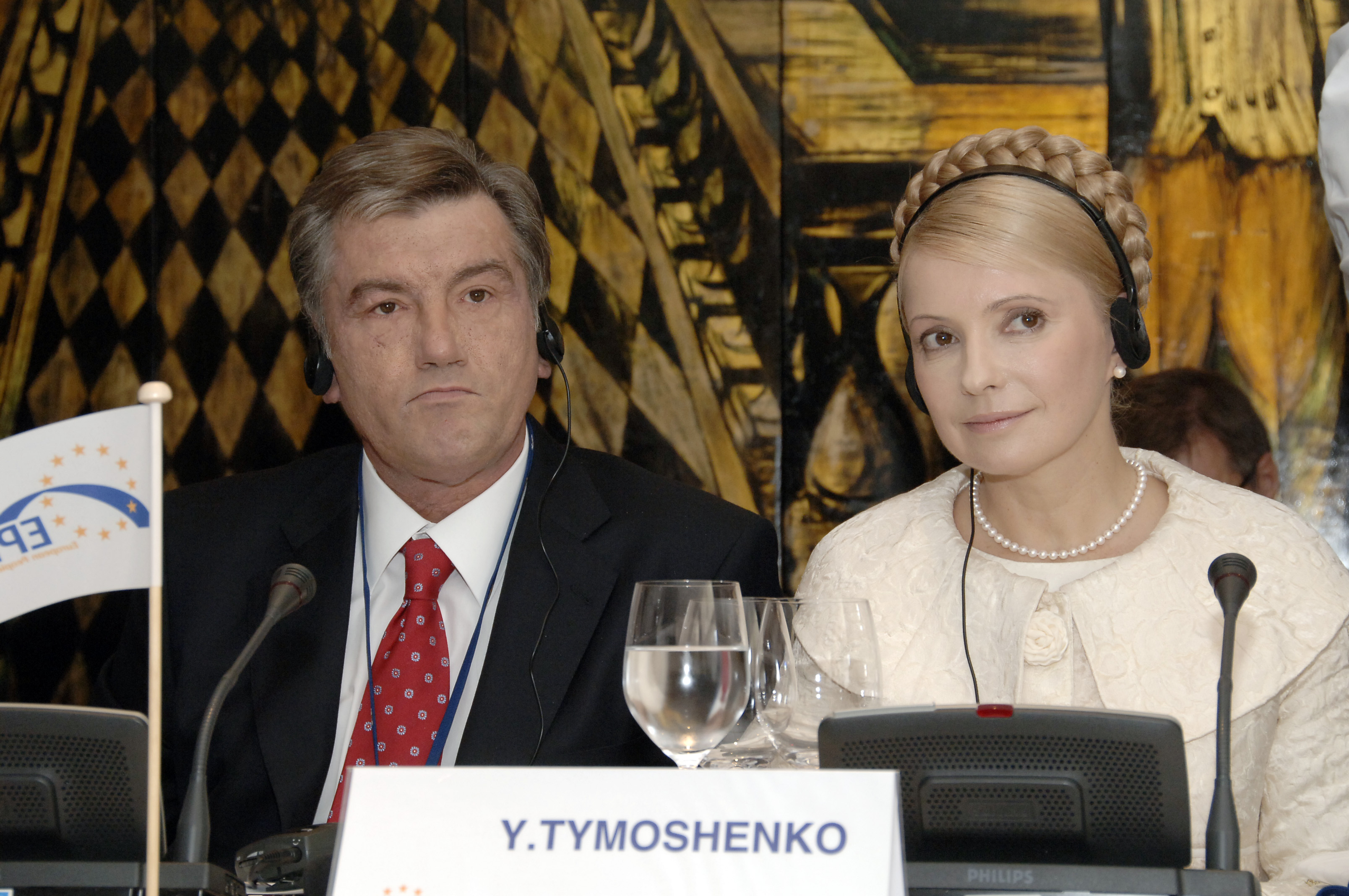
Timoshenko junto a Víktor Yúshchenko en una sesión del Parlamento Europeo (octubre de 2007).

Apoyó a Víktor Yúshchenko en la campaña presidencial de 2004. Se acusó al gobierno prorruso de Kuchma de orquestar un fraude electoral a favor de su candidato Víktor Yanukóvich, [cita requerida] lo que desencadenó la Revolución Naranja, acontecida de noviembre de 2004 a enero de 2005. Timoshenko fue una de los principales líderes. A consecuencia de la Revolución, el Tribunal Supremo de Ucrania anuló los resultados de las elecciones, y se convocaron otras para diciembre de 2004, en las que Yúshchenko ganó la presidencia del país, cargo en el que fue investido en enero de 2005, designando a Timoshenko como primera ministra el 24 de enero de 2005. Después de prolongadas negociaciones sobre la composición del Gabinete, Yulia Timoshenko fue ratificada el 4 de febrero de 2005 por el parlamento ucraniano (Verkhovna Rada) con una mayoría abrumadora de 373 votos (con 226 votos de 'sí' requeridos para ser aprobada).
Tras diferencias con los partidarios de Yúshchenko, Timoshenko fue destituida de este cargo el 8 de septiembre de 2005.

### Nuevo ascenso
En las elecciones parlamentarias de marzo de 2006, la coalición de Timoshenko, junto a los aliados de Yúshchenko y del Partido Socialista de Ucrania (PSU), ganó la mayoría. Se esperaba la reelección de Timoshenko como primera ministra, pero el PSU traicionó a la coalición democrática y se unió inesperadamente a la coalición contraria del Partido de las Regiones y Partido Comunista a cambio de altos puestos en el gobierno. Así, Timoshenko se vio obligada a pasar a la oposición, declarando ilegal al nuevo gobierno y exigiendo a Yúshchenko la disolución del Parlamento.
Tras haber disuelto Yúshchenko el Parlamento, Timoshenko ganó el 30 % de los votos en las elecciones anticipadas del 30 de septiembre de 2007, por lo que pasó a ser primera ministra el 18 de diciembre de 2007.

## Elecciones presidenciales de 2010

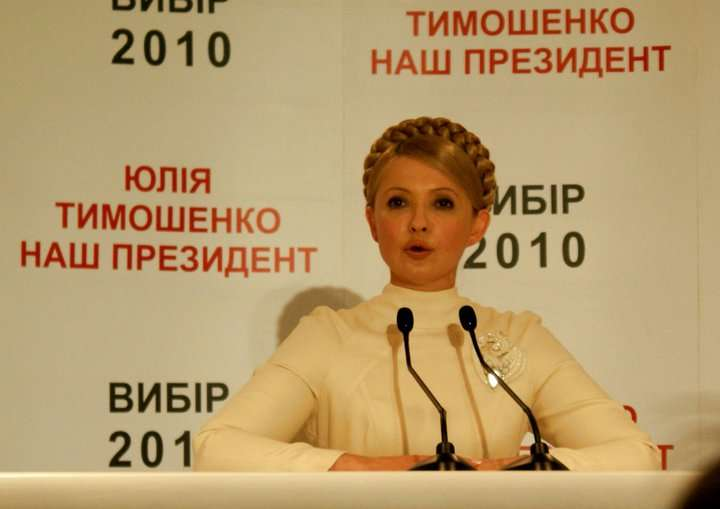
Timoshenko en la campaña electoral de 2010

Perdió las elecciones contra su rival Víktor Yanukóvich, nuevamente acusándolo de fraude, esta sin embargo, sin fuerza propia. Esta vez dijo que no llamaría al pueblo a masivas protestas como lo hizo cuando impugnó con éxito las elecciones de 2004 en la Revolución Naranja.

## En prisión

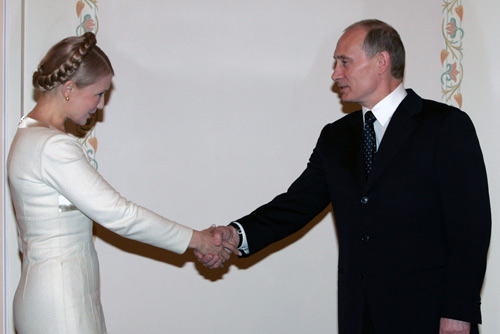
La ex primera ministra Yulia Timoshenko en una reunión con el presidente Vladímir Putin (20 de febrero de 2008).

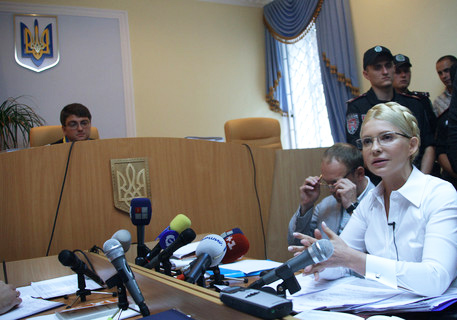
Yulia Timoshenko enfrenta sus cargos por abuso de poder en un tribunal de Ucrania.

En 2011 fue detenida en el marco de un proceso judicial por la presunta comisión de un delito de abuso de poder cuando era jefa de Gobierno; concretamente, por la firma de un contrato de compra de gas a Rusia en 2009. Los partidarios del entonces presidente, Víktor Yanukóvich, sostuvieron que el contrato iba contra los intereses ucranianos por el alto precio al que se adquirió el gas. Timoshenko negó haber cometido abuso de poder y subrayó que el juicio era una venganza política del presidente Yanukóvich, que intentaba neutralizarla políticamente de cara a las elecciones parlamentarias de octubre de 2012.
El juicio contra Timoshenko estuvo marcado en las primeras semanas por el cruce de acusaciones entre la ex primera ministra y el tribunal, al que la opositora ucraniana acusó de ser una "marioneta" del presidente Yanukóvich. En agosto, el tribunal ordenó la detención de Timoshenko por desacato, lo que provocó las protestas de cientos de seguidores, que se agolparon durante días a las puertas de la sede judicial del centro de Kiev. Los abogados de la ex primera ministra solicitaron al tribunal de apelaciones la puesta en libertad de su clienta por considerar que su detención fue "ilegal", pero la jueza Olga Yesímova lo rechazó. El abogado de Timoshenko, Yuri Sújov, calificó públicamente la decisión de "extraña": no parece que los abogados tengan derecho a cuestionar un arresto; así es la democracia en Ucrania, afirmó.
Tanto Estados Unidos como los países miembros de la Unión Europea solicitaron a las autoridades ucranianas que pusieran en libertad a Timoshenko, mientras que el presidente (Yanukóvich) aseguró que no intervendría en el proceso judicial contra la líder opositora.
El martes 11 de octubre de 2011, la ex primera ministra y líder opositora ucraniana Yulia Timoshenko fue condenada a siete años de prisión tras ser declarada culpable de un delito de abuso de poder. De igual manera, fue inhabilitada por tres años para ocupar cargos públicos, tal y como lo había solicitado la Fiscalía, por lo que teóricamente no podría participar en las siguientes elecciones parlamentarias y presidenciales.
El 20 de abril de 2012 inició una huelga de hambre (dijo haber sido maltratada por un celador y difundió fotos con hematomas en su vientre) que finalizó el 9 de mayo cuando le aseguraron que sería tratada por un médico alemán.

### Protestas internacionales
Diversas instancias internacionales reprobaron la forma en que estaba siendo tratada por las autoridades ucranianas. Así Ucrania se vio obligada a suspender una cumbre de países del Este y Centro Europa que debía celebrarse del 10 al 12 de mayo en Yalta, después de que 14 de los 18 dirigentes invitados se negaran a asistir al evento.
Asimismo, algunos de los países que participaron en la Eurocopa 2012, como Gran Bretaña, Alemania, Francia y España, no enviaron representación oficial a los partidos que sus selecciones de fútbol jugaban en Ucrania, en señal de protesta por la situación de Yulia Timoshenko, aunque sí lo hicieron cuando jugaban en Polonia (como la canciller alemana Angela Merkel o el presidente del gobierno español Mariano Rajoy o los príncipes de Asturias).

## Euromaidán y liberación

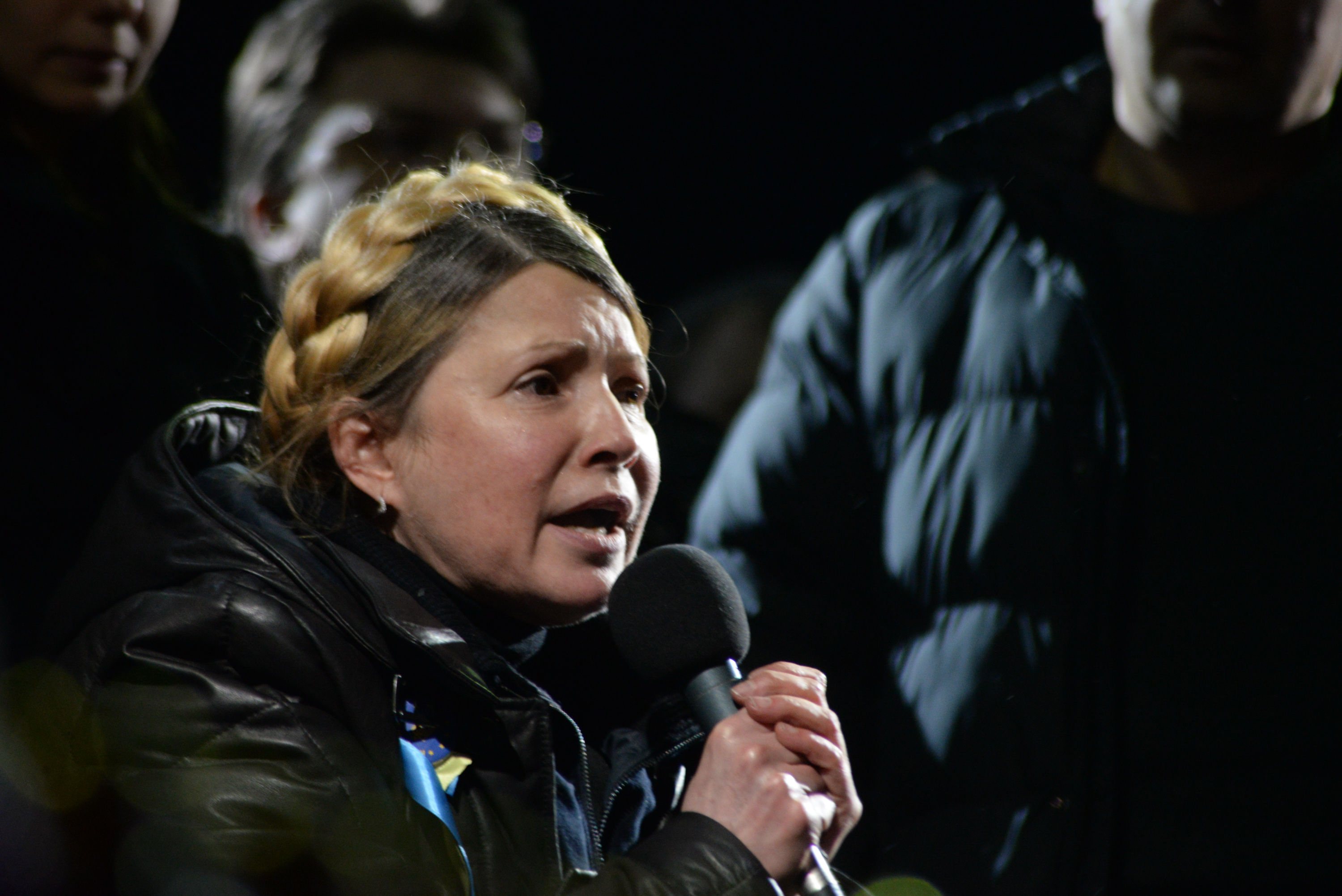
Timoshenko en la plaza de la Independencia de Kiev, tras ser liberada. (22 de febrero de 2014)

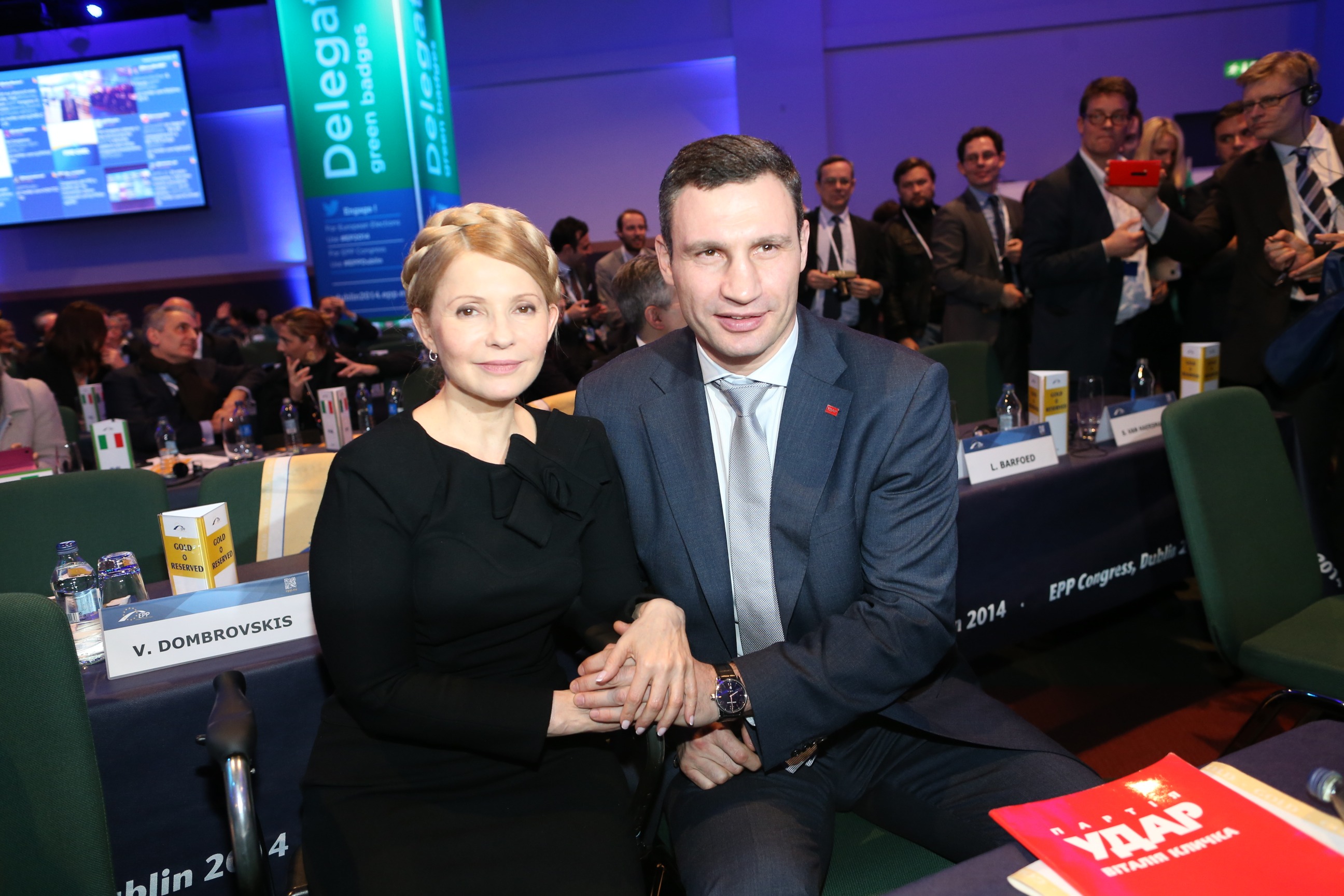
Yulia Timoshenko junto a Vitali Klitschkó, en un congreso del Partido Popular Europeo en Dublín.

El 22 de febrero de 2014, el gobierno de Víktor Yanukóvich fue depuesto y Timoshenko fue liberada luego del éxito de la segunda revolución de Ucrania en una década. En su primera aparición pública Timoshenko anunció su candidatura para la próxima elección presidencial.
En una conversación telefónica mantenida el 18 de marzo, filtrada por los servicios secretos rusos y divulgada por la televisión estatal rusa RT, Timoshenko habría amenazado de muerte a los ocho millones de rusos que viven en Ucrania. Posteriormente, confirmó la autenticidad de la grabación, pero negó haber amenazado a los rusos y afirmó que dicha parte estaba retocada. Algunos observadores opinan que la filtración «sirve a los intereses de Moscú de avivar las llamas separatistas en Ucrania, especialmente en el sudeste», aunque también se ha especulado con que podría haber aumentado la popularidad de Timoshenko entre el electorado del oeste de Ucrania para las elecciones presidenciales del 25 de mayo.